# Сухина, Евгений Васильевич
Евгений Васильевич Сухина (укр. Євген Васильович Сухина; 4 мая 1982, Киев — 25 марта 2006, Симферополь, АР Крым, Украина) — украинский футболист, вратарь.

## Биография
Воспитанник киевского «Динамо», выступал за его дублирующие команды. С 2002 года играл на правах аренды за «Оболонь», также выступал за «Красилов-Оболонь» и «Крымтеплицу».
В 2006 году трагически погиб вместе со своей девушкой в съёмной квартире от угарного газа.